# Gustav Möller (Regisseur)

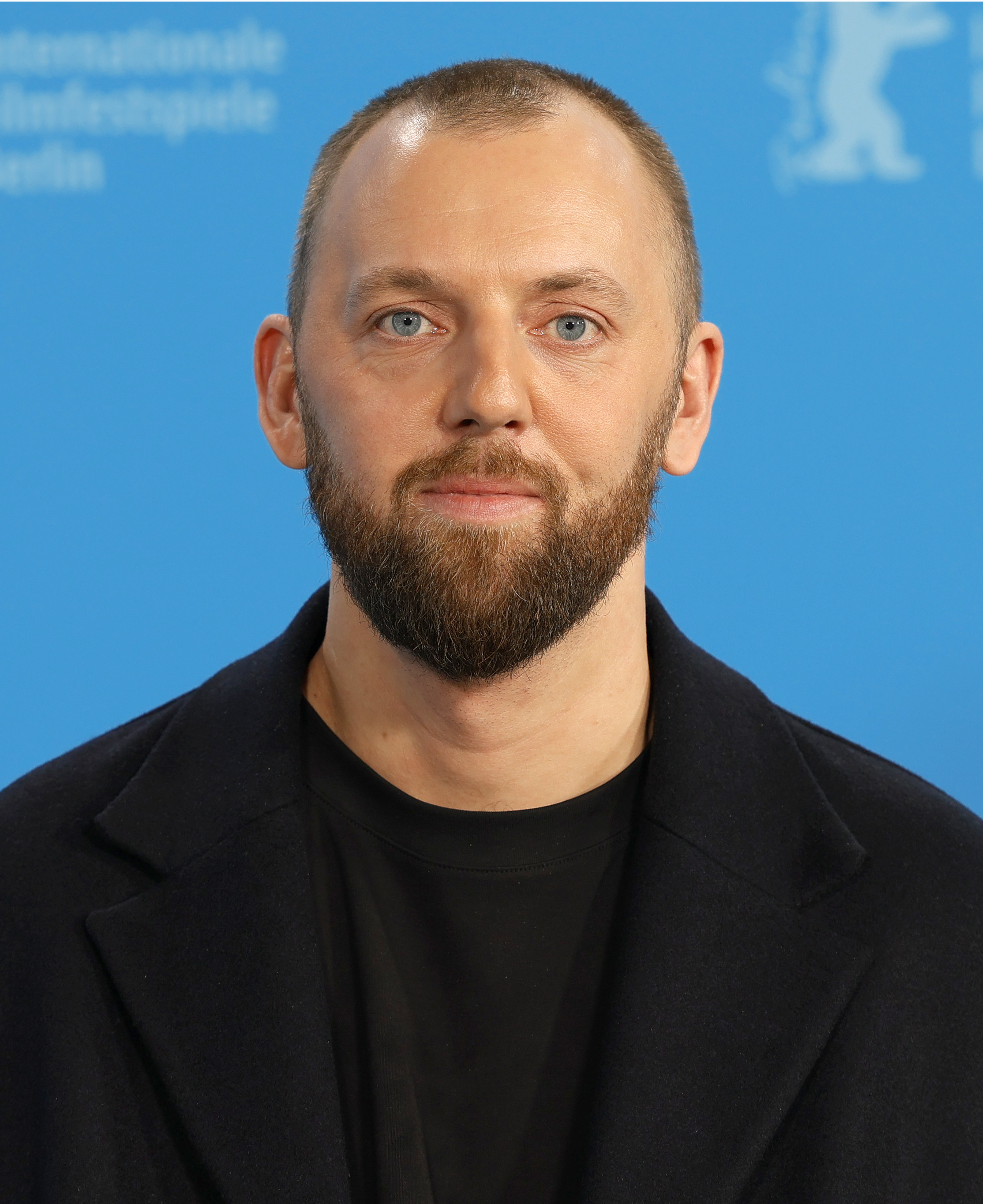
Gustav Möller bei der Premiere seines Film Die Wärterin im Februar 2024 bei der Berlinale

Gustav Möller (* 1988 in Göteborg, Schweden) ist ein schwedisch-dänischer Drehbuchautor und Filmregisseur.

## Leben
Nach seinem Hochschulabschluss zeigte Möller frühzeitig sein berufliches Interesse in der Filmbranche. 2008 und 2010 schuf er seine ersten Kurzfilme Blott en dag und Ensenada in Schweden. Möller absolvierte eine Ausbildung in  der Filmbranche in Dänemark an der Københavns Film & Fotoskole. Anschließend studierte er von 2011 bis 2015 weiter an der Den Danske Filmskole in Kopenhagen, wo sein Studium zum Regisseur mit dem Kurzfilm I mørke abschloss. Zwei Auftritte hatte er 2018 in der Fernsehserie Aftenshowet und in dem Film Før frosten. Seinen bisher größten Erfolg erzielte Möller 2018 mit dem Film The Guilty, wofür er selbst sowie der Film mehrfach in Dänemark und international ausgezeichnet wurde.
Für seinen Spielfilm Die Wärterin (2024) erhielt er eine Einladung in den Hauptwettbewerb der 74. Berlinale.

## Filmografie

### Schauspieler
- 2018: Aftenshowet (Fernsehserie)
- 2018: Før frosten

### Drehbuchautor
- 2008: Blott en dag (Kurzfilm)
- 2010: Ensenada (Kurzfilm)
- 2015: I mørke (Kurzfilm)
- 2018: The Guilty (Den skyldige)
- 2024: Die Wärterin (Vogter)

### Regisseur
- 2008: Blott en dag (Kurzfilm)
- 2010: Ensenada (Kurzfilm)
- 2015: I mørke (Kurzfilm)
- 2018: The Guilty (Den skyldige)
- 2019: Follow the Money (Fernsehserie)
- 2024: Die Wärterin (Vogter)

## Nominierungen und Preise
- 2018: Filmfest München – Nominierung für den CineVision Award/Bester Jung-Regisseur
- 2018: Sundance Film Festival – Publikumspreis, World Cinema Dramatic Audience Award, Nominierung zum Jury Grand Prize
- 2018: Seattle International Film Festival – Golden Space Needle Award für den besten Regisseur
- 2018: International Film Festival Rotterdam – Preis der Jury, Publikumspreis und die Nominierung zum Big Screen Award
- 2018: Montclair Film Festival – Publikumspreis, World Cinema Section
- 2018: Nordisk Filmpreis – Bester Filmschaffender des Jahres
- 2019: Bodil/Bester dänischer Film – für seinen Film The Guilty
- 2019: Robert (Auszeichnung)/Beste Regie